# Дібровна (станція метро)
55°44′35″ пн. ш. 49°13′10″ сх. д. / 55.74306° пн. ш. 49.21944° сх. д.
Дібровна (тат. Имәнлек) — 11-а станція Казанського метрополітену на єдиній Центральній лінії, відкрита 30 серпня 2018 року. Розташована за станцією «Проспект Перемоги», під вулицею Ріхарда Зорге, між її перехрестями з вулицями Габішева і Фучика. Обслуговує прилеглі житлові масиви.

## Технічна характеристика
Конструкція станції — односклепінна мілкого закладення (глибина закладення — 17,5 м) з однією острівною платформою. Висота склепіння — 6 м. Ширина платформи — 10 м, довжина — 102 м. На станції заставлено тактильне покриття.

## Колійний розвиток
Станція з колійним розвитком — 4 стрілочних переводи, перехресний з'їзд та 2 станційних колії для обороту і відстою рухомого складу.

## Вихід у місто
Станція розташована у південній частині житлового масиву Горки під вулицею Зорге між її перетинами з вулицями Фучика і Габішева.
Обслуговує житлові квартали масиву Горки і на деякій відстані — мікрорайон «Екопарк Діброва».
Має 2 підземних вестибюлі, з'єднаних з платформою безескалаторними сходами. Для інвалідів та інших маломобільних пасажирів у вуличному спуску південного вестибюля є пандус, а в спуску до перонного залу встановлено платформний підіймально-транспортний механізм.
З північного вестибюля через підвуличний перехід є 2 виходи в напрямку перетину вулиці Зорге та вулиці Фучика і 2 виходи на трамвайну зупинку на вулиці Зорге. Вестибюль передбачений як спільний з планованою станцією «Вулиця Фучика» Савиновської лінії.
З південного вестибюля через підвуличний перехід є 2 виходи в напрямку рогу вулиць Зорге та вулиці Габішева.

## Оздоблення
Оздоблення станції виконано у суворо аскетичному стилі світлих кольорів з окремими темними контрастними елементами.
Колійні стіни з невеликим нахилом (а також верхня частина торців) перонного залу оздоблені світло-кавовим мармуром. На кожній колійній стіні встановлено по декілька великих металографічних панно світло-золотистого кольору зі стилізованим зображенням гілок дуба і покажчиком назви станції, між якими розташовані аналогічні металографічні вузькі вертикальні смуги.
Підлога платформи (а також вестибюлів) виконано плитами з полірованого термообробленого граніту «Мансуровський» з темнішими смугами вздовж колій з граніту «Старобабанське».
Біла аркова монолітна залізобетонна стеля перонного залу з дуже великим радіусом заокруглення має комірчасті кесони.
По центральній поздовжній осі платформи перонного залу встановлено 4 досягаючих половини висоти стелі напівколони з темного мармуру з верхнім кінцем у вигляді різко розкритого розтруба. Між 1-й і 2-й, а також 3-й і 4-й напівколонами встановлені довгі цільні лави з такого ж темного мармуру, що мають по обидві сторони звернені до колійних стін 8-місні сидіння зі світлого дерева.
Освітлення перонного залу здійснюється потужними прихованими світильниками що направлено підсвічувати стелю, встановленими в розтрубних закінченнях напівколон.
Вестибюлі колонні трипрогінні, з кроком колон 4,5 м. Інтер'єри вестибюлів вирішено у стилі, близькому до інтер'єру перонного залу. Вони мають світло-кавові мармурові стіни, білі мармурові колони з темною гранітною базою, світла підлога з полірованого граніту. Архітектурне освітлення вестибюлів — осередкові панельні світильники, вбудовані в підвісні стелі.
На стінах вестибюлів і входів встановлені покажчики виходів, що світяться, і таксофони. Над касами вестибюлів встановлені білі круглі циферблати годинника. У вестибюлях встановлені банківські та торговельні автомати.
Металеві ґрати й інші вироби огорожі й декору в вестибюлях і на спусках з них виготовлені з кованого заліза з фарбуванням у колір бронзи.